# Kitschkalnja (Tatarstan, Nurlatski)
Kitschkalnja (russisch Кичкальня́, tatarisch Кычытканлы́) ist ein Dorf (selo) in Tatarstan (Russland) mit 463 Einwohnern (Schätzung 2020).

## Geografie und Verwaltung
Kitschkalnja liegt am Fluss Marassa, der 8 Kilometer im Südosten seine Quelle hat. Es ist Teil des Munizipalkreises (Rajon) Nurlatski rajon. Es ist Verwaltungszentrum der Landgemeinde Kitschkalninskoje selskoje posselenije (russisch Кичкальнинское сельское поселение). Das Rajonzentrum Nurlat liegt etwa 46 Kilometer südöstlich von Kitschkalnja.

## Galerie

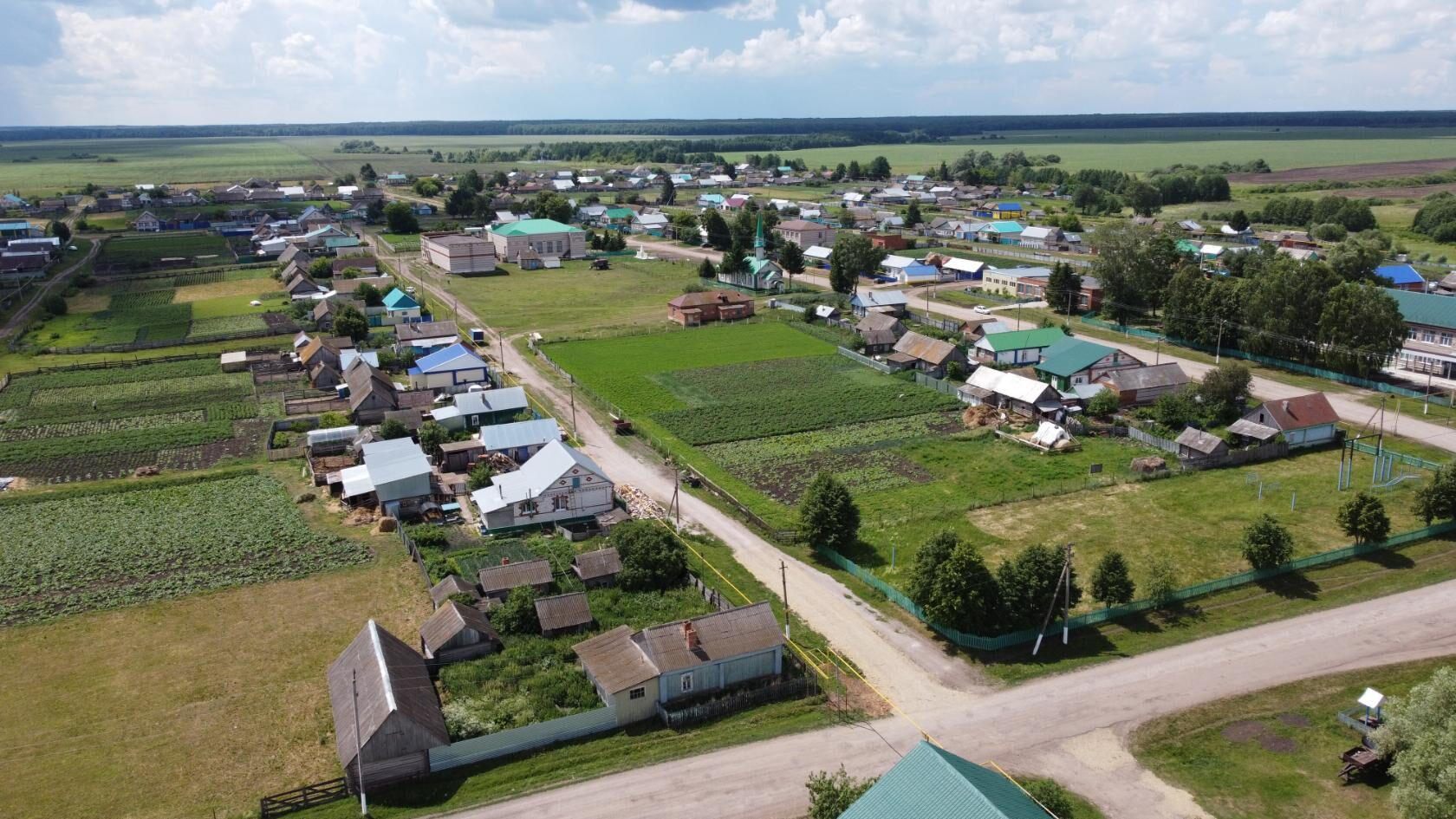
Das Zentrum des Dorfs
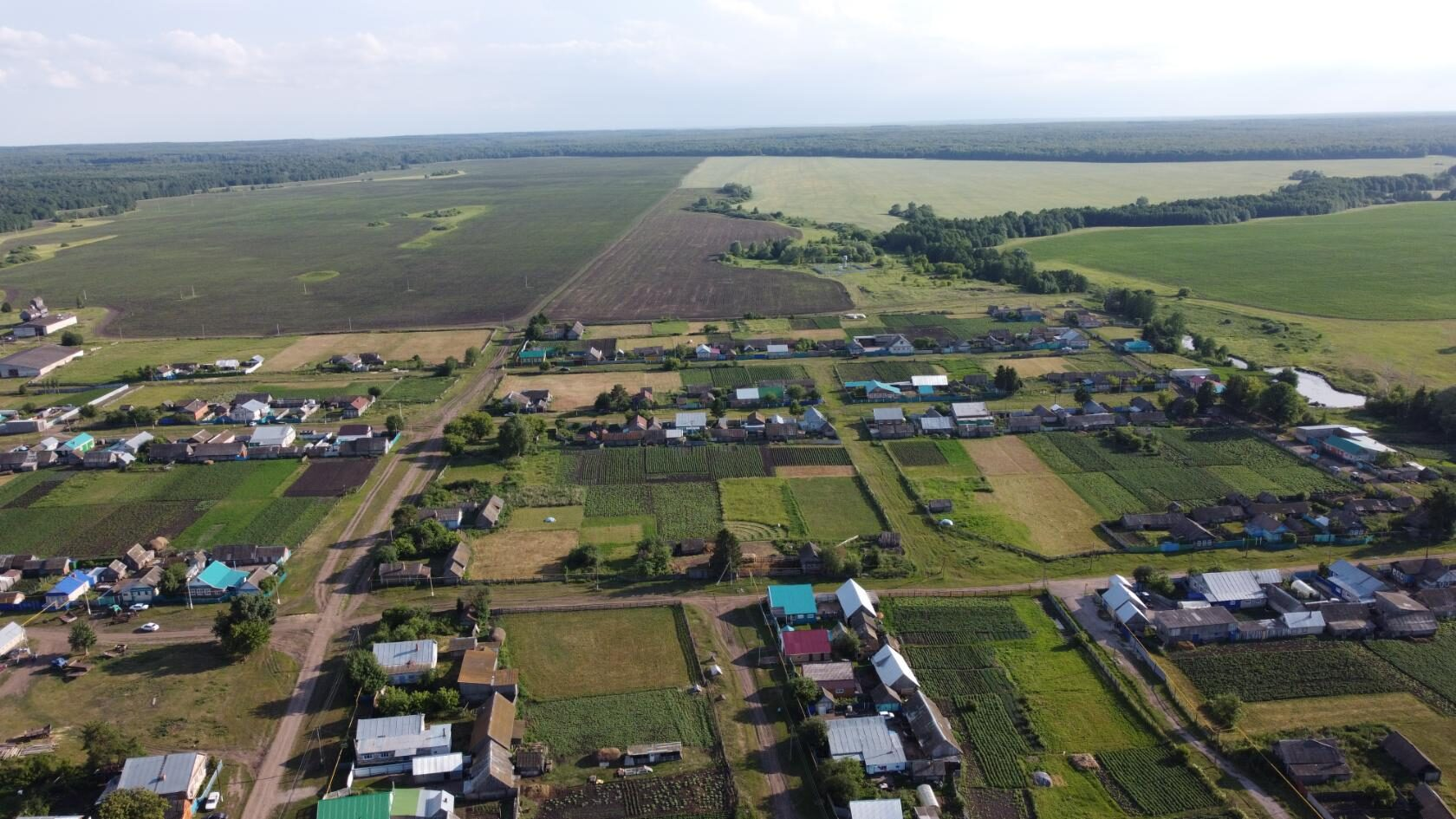
Südlicher Teil des Dorfs
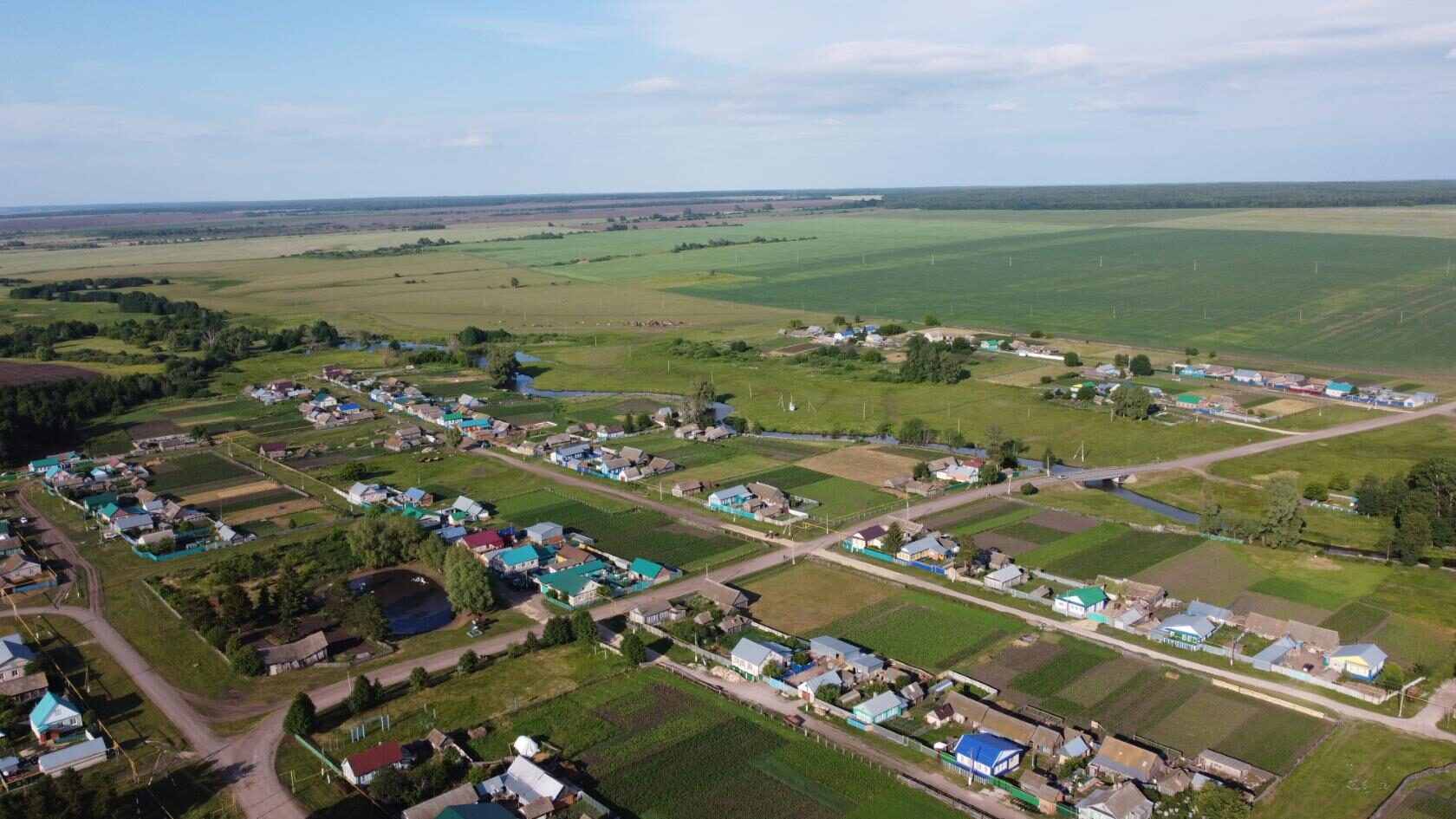
Östlicher Teil des Dorfs
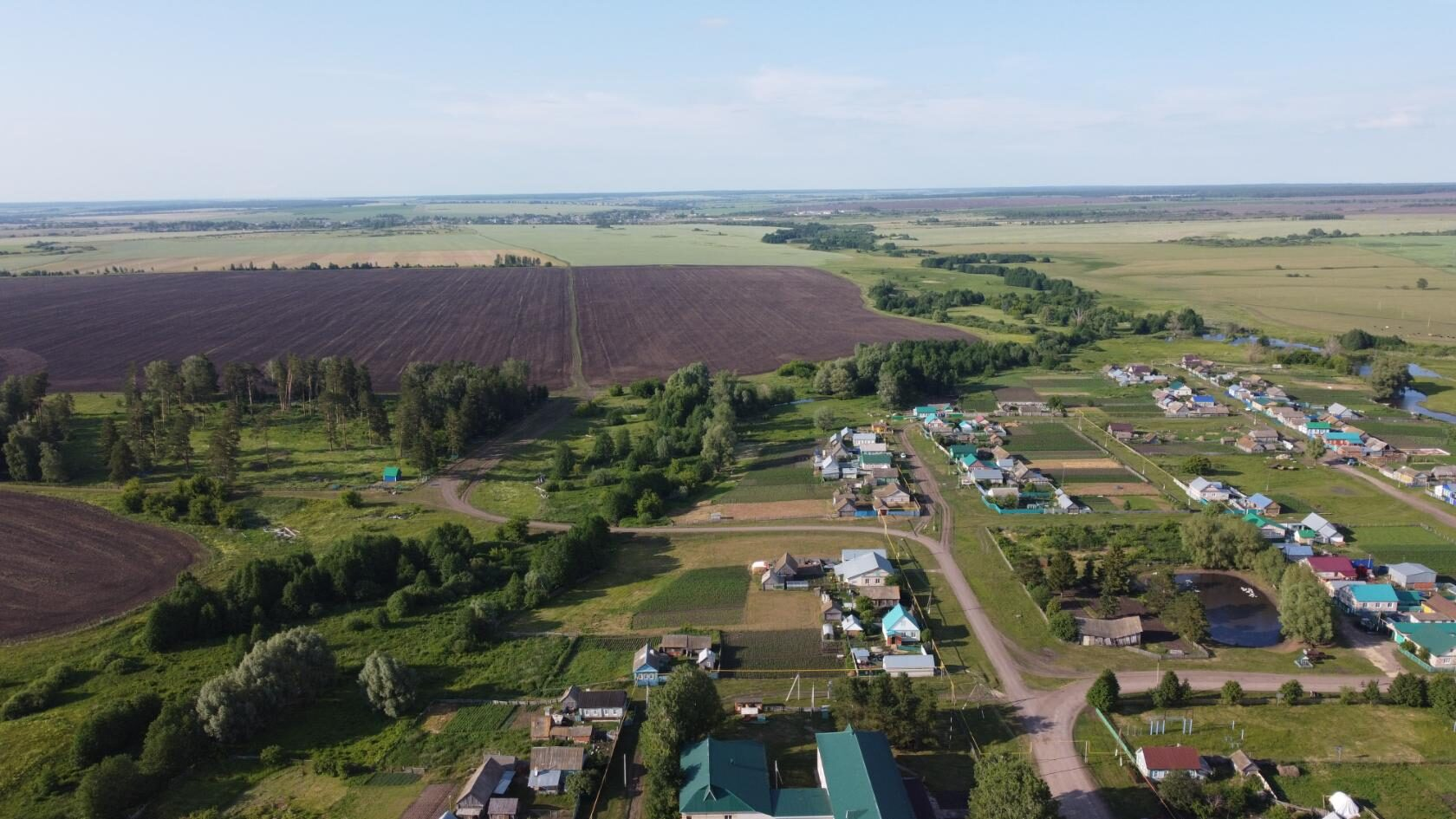
Nördlicher Teil des Dorfs
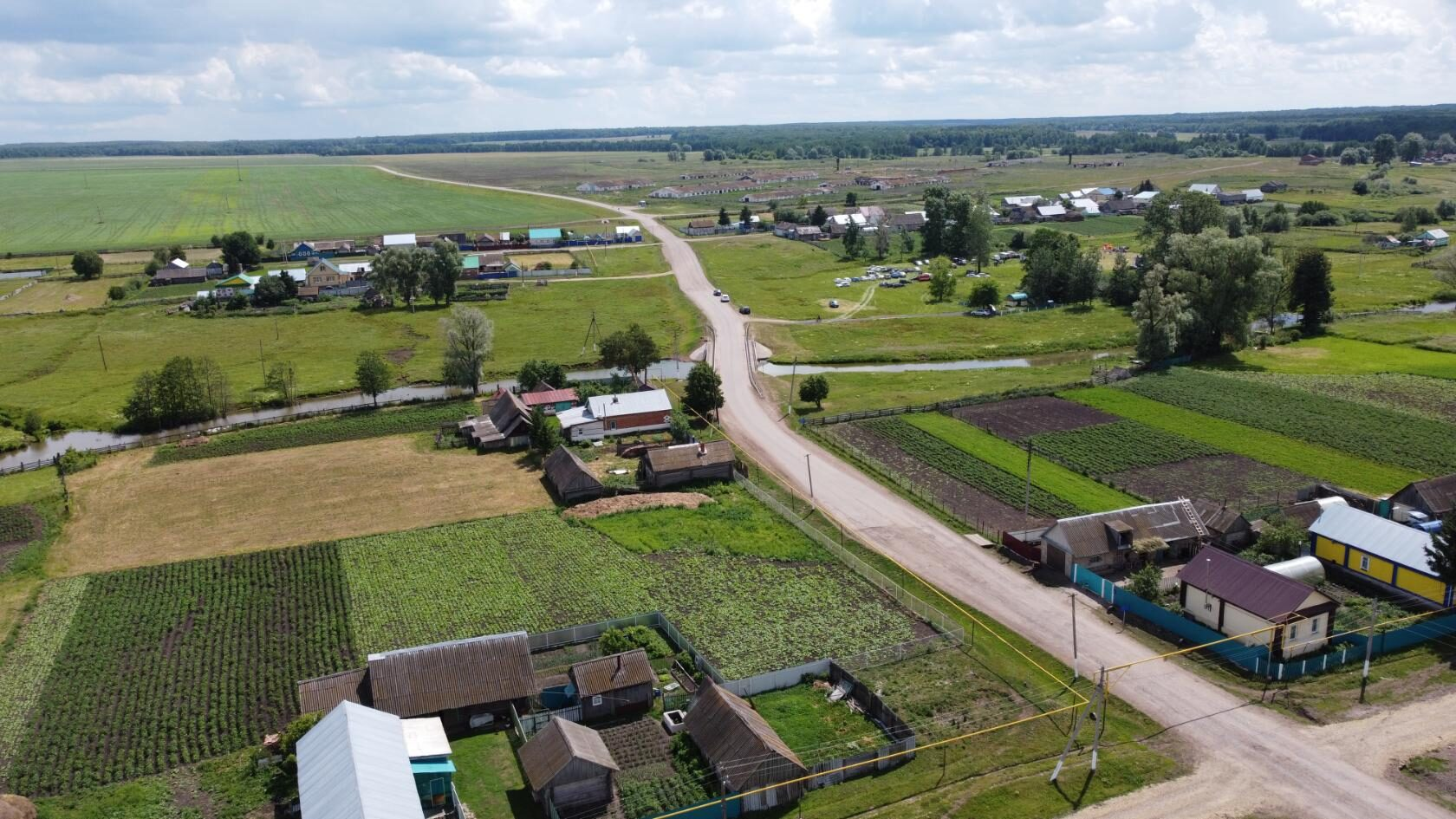
Ansicht von der Richtung der Einfahrt
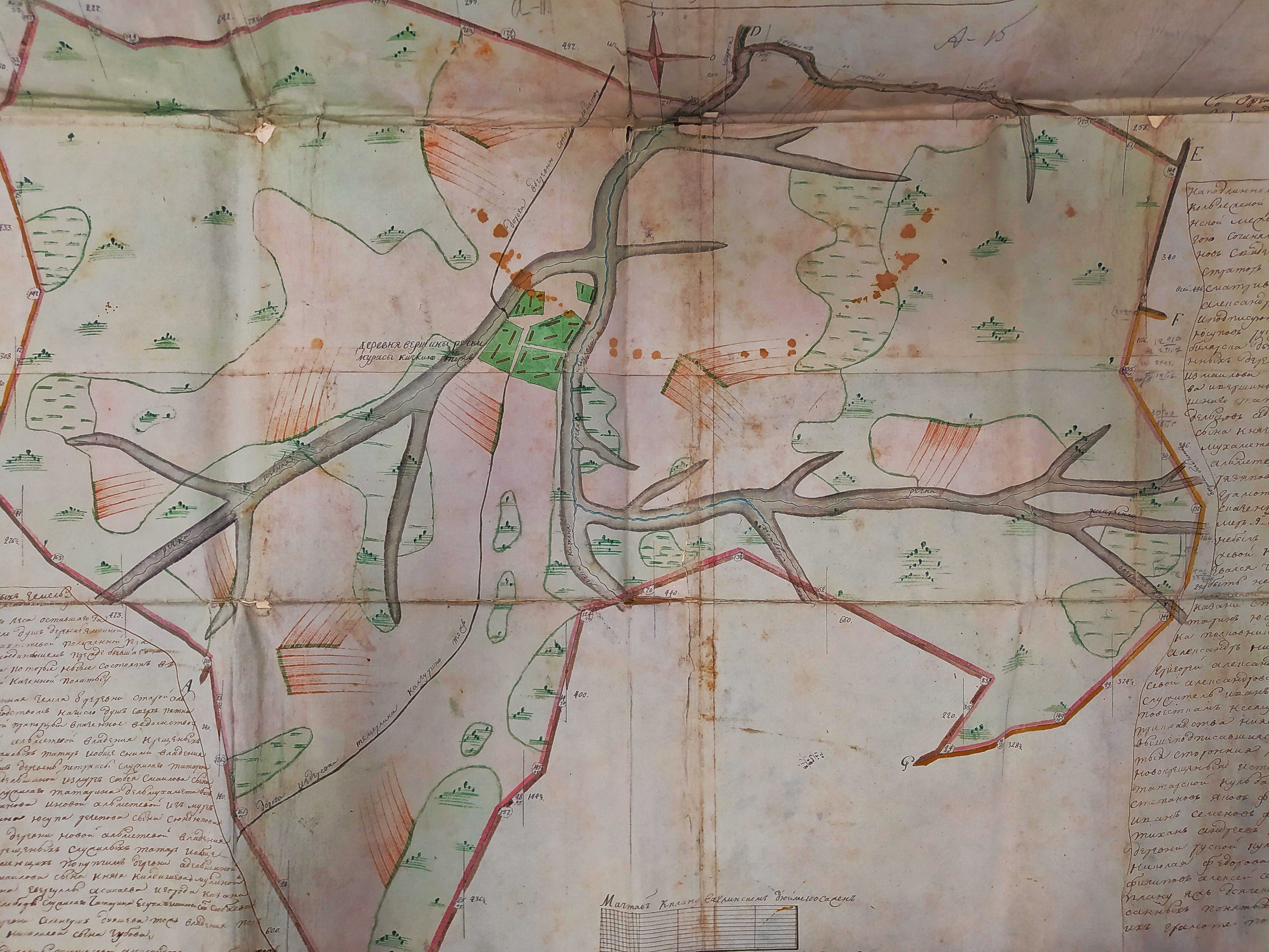
Das Dorf auf einer Karte von 1794
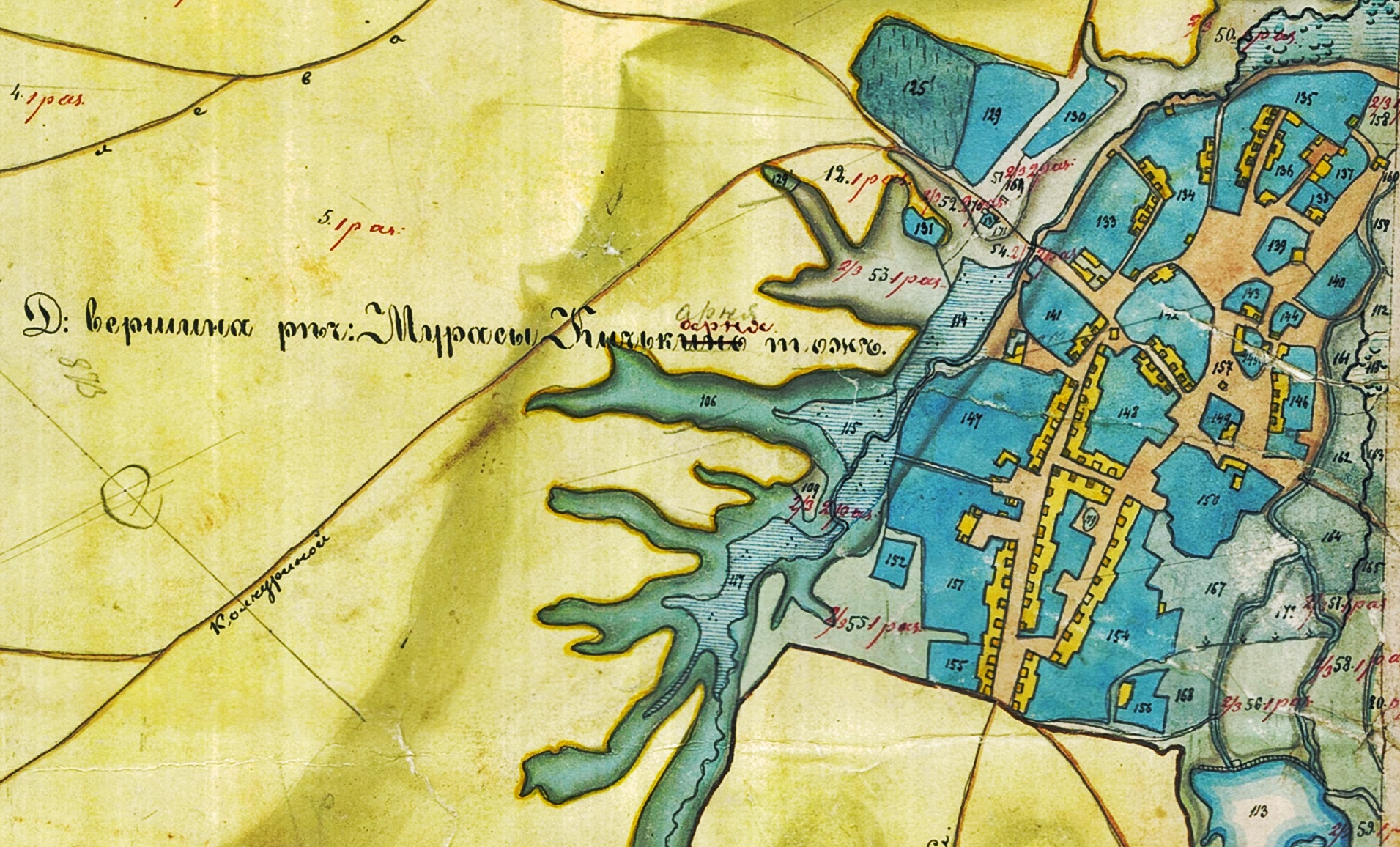
Das Dorf auf einer Karte von 1854
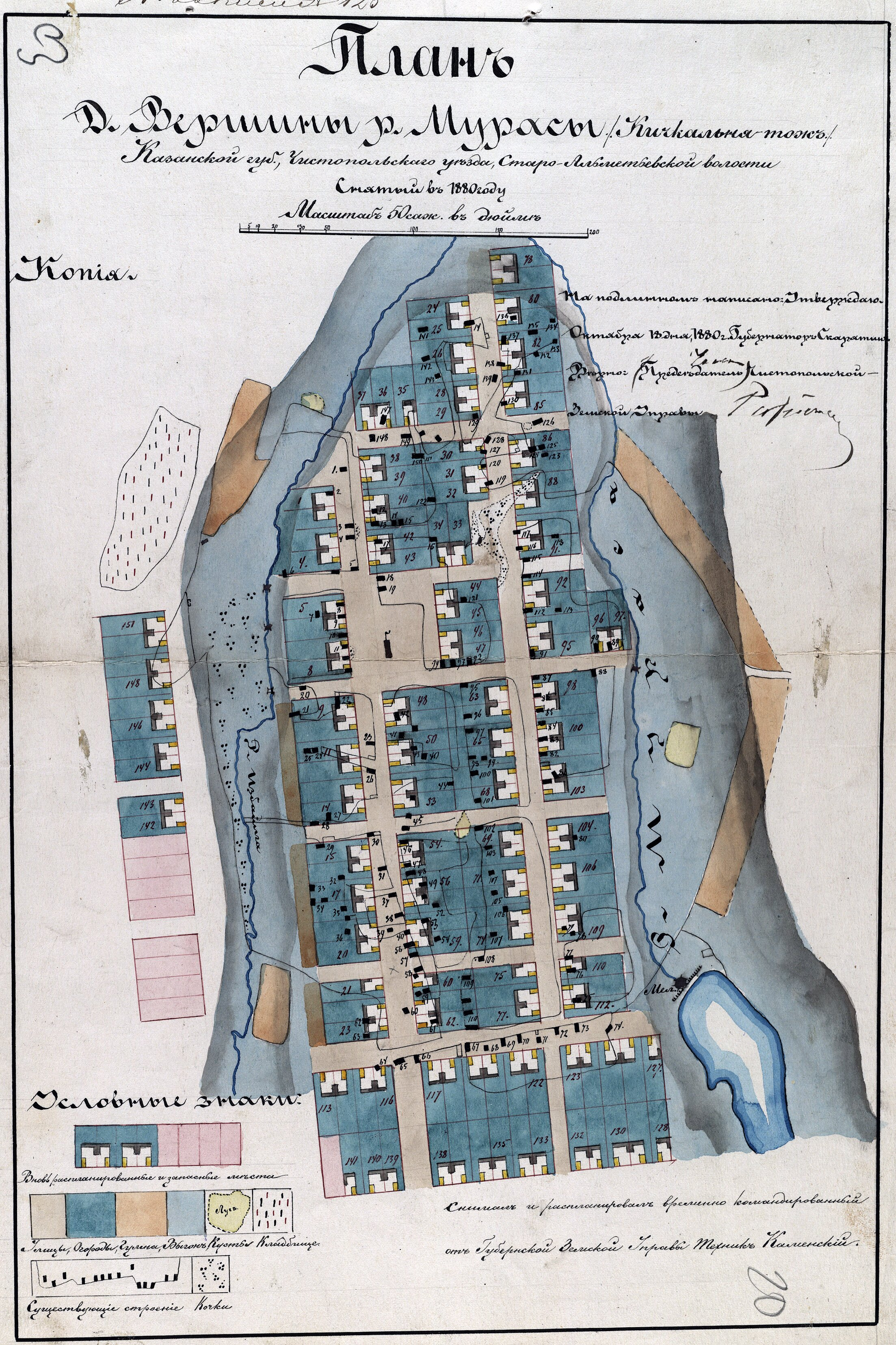
Dorfplan von 1880
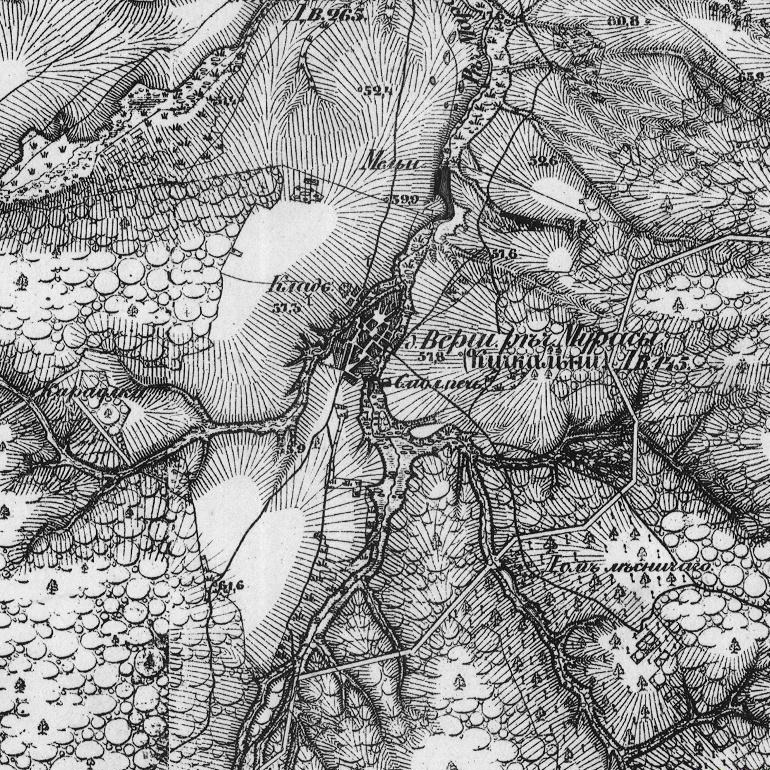
Militärische Topografische Karte des Kasaner Gouvernements (1880)